# Louis Crouzon
Louis Édouard Octave Crouzon (Parijs, 29 september 1874 - aldaar, 16 september 1938) was een Frans neuroloog die onder andere bekendheid kreeg door de beschrijving van het naar hem genoemde Syndroom van Crouzon.
- Bibsys: 98060357
- Bibliothèque nationale de France: cb11198678v (data)
- International Standard Name Identifier: 0000 0000 7759 3175
- Nationale Bibliotheek van Tsjechië: xx0239431
- Nederlandse Thesaurus van Auteursnamen: 069734526
- Système universitaire de documentation: 057328056
- Virtual International Authority File: 107589583